# Gađanje kokota u Perastu
Gađanje kokota je običaj iz Perasta.
Održavao se u spomen na pobjedu nad Turcima u bitci za Perast 1654. godine. Održavao se u ovom se kraju održavao običaj gađanja kokota. Uz sudjelovanje Bokeljske mornarice natjecatelji bi gađali kokota na dasci koja je stajala na površini mora. Pobjednik natjecanja dobivao je ručnik s ispisanom godinom pobjede nad Turcima (1654.) i godinom održavanja natjecanja. Ujedno je morao platiti 65 litara vina, kojim je častio mornare i svečanu povorku što ga je pratila ulicama grada.